# Estação Filles du Calvaire
Filles du Calvaire é uma estação da linha 8 do Metrô de Paris, localizada no limite do 3.º e do 11.º arrondissements de Paris.

## História
A estação foi aberta em 5 de maio de 1931.
Deve o seu nome à próxima rue des Filles-du-Calvaire e ao boulevard des Filles-du-Calvaire, assim denominadas em referência à presença antiga deste último do convento vizinho de Notre-Dame du Calvaire ou Filhas do Calvário, uma congregação de irmãs beneditinas reformadas, fundada em 1617 em Poitiers, por Antonieta de Orleans e Padre Joseph. Este convento se instalou depois em Paris, e foi fechado na Revolução.
Em 2011, 1 663 111 passageiros entraram nesta estação. Ela viu entrar 1 784 167 passageiros em 2013, o que a coloca na 261ª posição das estações de metrô por sua presença em 302.

## Serviços aos Passageiros

### Acessos
A estação tem dois acessos estabelecidos em uma ponta e outra do boulevard du Temple a sua junção com o boulevard des Filles-du-Calvaire.

### Plataformas

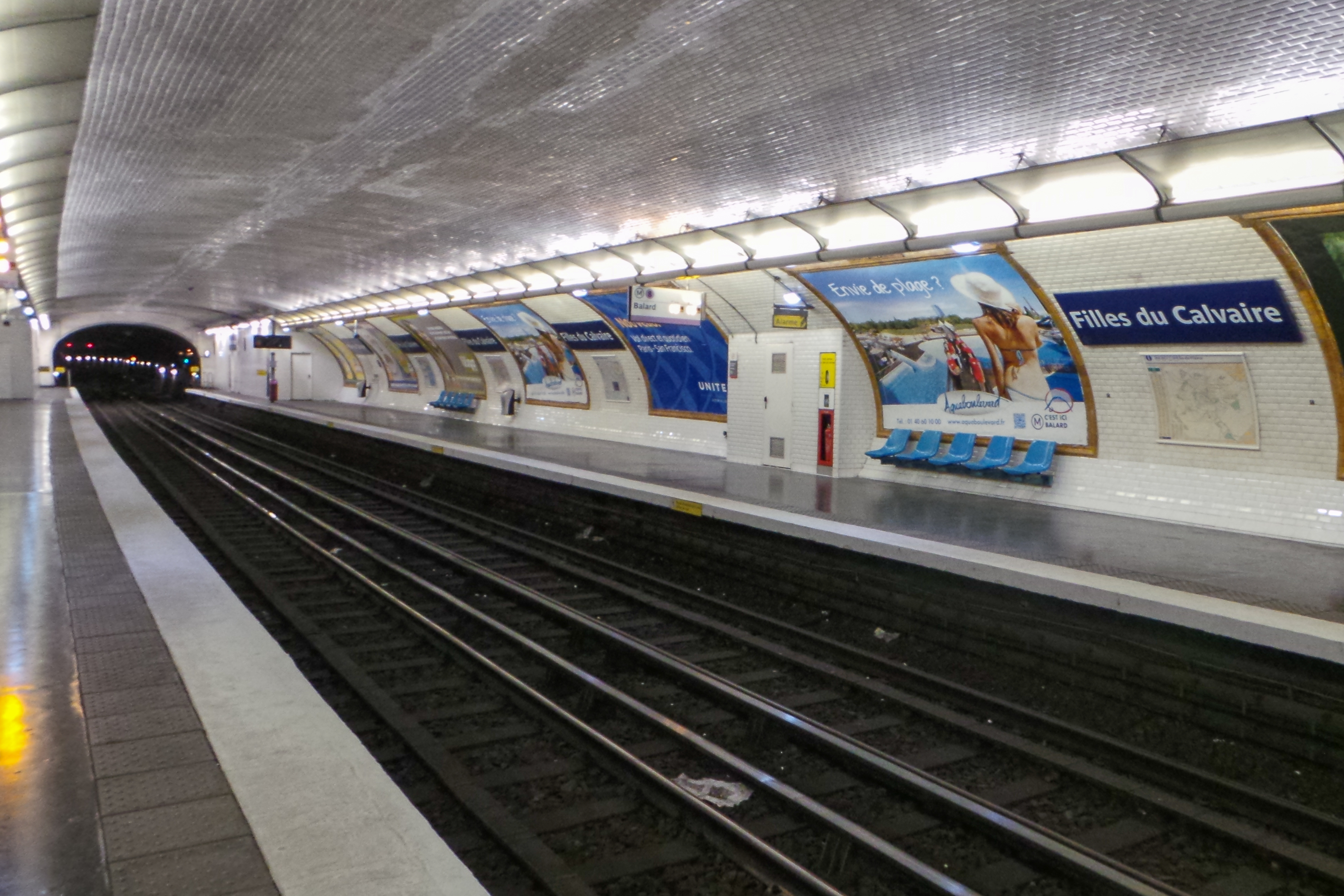
Plataforma da estação

Filles du Calvaire é uma estação de configuração padrão: ele tem duas plataformas laterais, separadas pelas vias do metrô e a abóbada é elíptica. A decoração é do estilo usado para a maioria das estações de metrô: a faixa de iluminação é branca e arredondada no estilo "Gaudin" da renovação do metrô da década de 2000, e as telhas em cerâmica branca biseladas recobrem os pés-direitos, a abóbada, os tímpanos e as saídas dos corredores. Os quadros publicitários são em faiança da cor de  mel, mas o nome da estação tem a particularidade de ser inscrito na fonte Parisine em placas esmaltadas com as mesmas dimensões que os nomes em faiança original. Apenas as estações Hoche na linha 5 e Porte des Lilas da linha 11 apresentam um recurso similar em suas plataformas. Os bancos são do estilo "Motte" de cor azul.

### Intermodalidade
A estação é servida pelas linhas 20, 65 e 96 da rede de ônibus RATP e, à noite, pelas linhas N01 e N02 da rede de ônibus Noctilien.

## Pontos turísticos
- O Cirque d'Hiver
- O Hôtel de Guénégaud